# Попов (Даниловский район)
Попов — хутор в Даниловском районе Волгоградской области, в составе Островского сельского поселения.
Население — 113 (2010)

## История
Дата основания не установлена. Хутор относился к юрту станицы Островской Усть-Медведицкому округа Земли Войска Донского (с 1870 — Область Войска Донского). В 1859 году на хуторе проживало 163 мужчины и 176 женщин. Большая часть населения была неграмотной. Согласно переписи населения 1897 года на хуторе проживало 235 мужчин и 238 женщин, из них грамотных: мужчин — 80, женщин — 5.
Согласно алфавитному списку населённых мест Области Войска Донского 1915 года на хуторе имелось хуторское правление, одноприходское училище, паровая и ветряная мельницы, проживало 291 мужчины и 286 женщин, земельный надел составлял 4920 десятин.
С 1928 года — в составе Даниловского района Камышинского округа (упразднён в 1930 году) Нижне-Волжского края (с 1934 года — Сталинградского края, с 1936 года — Сталинградской области, с 1961 года — Волгоградской области). С 1963 года — в составе Котовского района. Вновь передан в состав Даниловского района в 1966 году

## География
Хутор находится в степи, в пределах Приволжской возвышенности, на реке Ломовке (левый приток Медведицы). В 1,3 км к востоку от хутора - лесонасаждения. В 7 км выше по Ломовке расположен хутор Нижние Коробки Котовского района. Почвы — чернозёмы южные.
Близ хутора проходит автодорога Даниловка — Котово. По автомобильным дорогам расстояние до административного центра сельского поселения станицы Островской - 12 км, районного центра посёлка Даниловка — 30 км, до областного центра города Волгоград — 260 км, до ближайшего города Котово — 34 км. В 8 км выше по реке Медведице расположен хутор Каменный, в 12 км ниже - хутор Красный
Часовой пояс
Попов, как и вся Волгоградская область, находится в часовой зоне МСК (московское время). Смещение применяемого времени относительно UTC составляет +3:00.

## Население
Динамика численности населения по годам:
| 1859 | 1873 | 1897 | 1915 | 1987 | 2002 |
| ---- | ---- | ---- | ---- | ---- | ---- |
| 339  | 288  | 473  | 577  | ≈100 | 144  |

| 2010 |
| ---- |
| 113  |